# Referendumul din Georgia din 2008
Un dublu referendum a avut loc în Georgia pe 5 ianuarie 2008, în același timp cu alegerile prezidențiale. O întrebare a fost un referendum obligatoriu cu privire declanșrea de la alegeri parlamentare anticipate din 2008 din octombrie până în aprilie/mai.  Al doilea a fost un referendum consultativ neobligatoriu privind aderarea la NATO.   Ambele propuneri au fost aprobate cu peste 75% pentru. Ulterior, alegerile parlamentare au avut loc la 21 mai.

## Rezultate
| Întrebare                                                | Pentru    | Pentru | Împotriva | Împotriva | Invalid/ </br> gol | Total     | Înregistrat </br> alegătorii | A se dovedi | Rezultat |
| Întrebare                                                | Voturi    | %      | Voturi    | %         | Invalid/ </br> gol | Total     | Înregistrat </br> alegătorii | A se dovedi | Rezultat |
| -------------------------------------------------------- | --------- | ------ | --------- | --------- | ------------------ | --------- | ---------------------------- | ----------- | -------- |
| Aducerea alegerilor parlamentare                         | 1.410.269 | 79,74  | 358.328   | 20.26     | 193.545            | 1.982.318 | 3.527.964                    | 56.19       | Aprobat  |
| apartenența la NATO                                      | 1.355.328 | 77.00  | 404.943   | 23.00     | 203.325            | 1.982.318 | 3.527.964                    | 56.19       | Aprobat  |
| Sursa: CEC Arhivat în 18 iulie 2013, la Wayback Machine. |           |        |           |           |                    |           |                              |             |          |

## Vezi si
- Relațiile Georgia-NATO